# Оснабрюк (футбольний клуб)
«Оснабрю́к» (нім. «VfL Osnabrück») — німецький футбольний клуб з Оснабрюкка. Заснований 17 квітня 1899 року.